# 7922 Violalaurenti
7922 Violalaurenti este o planetă minoră (asteroid), cu un diametru de 15,345 km, din centura de asteroizi. A fost descoperită pe 12 februarie 1983 la Observatorul La Silla de Henri Debehogne. 
Obiectul prezintă o orbită caracterizată de o semiaxă mare de 3,0831144 UAi, o excentricitate de 0,17, o înclinație de 14,15931 ° în raport cu ecliptica.